# Priéné

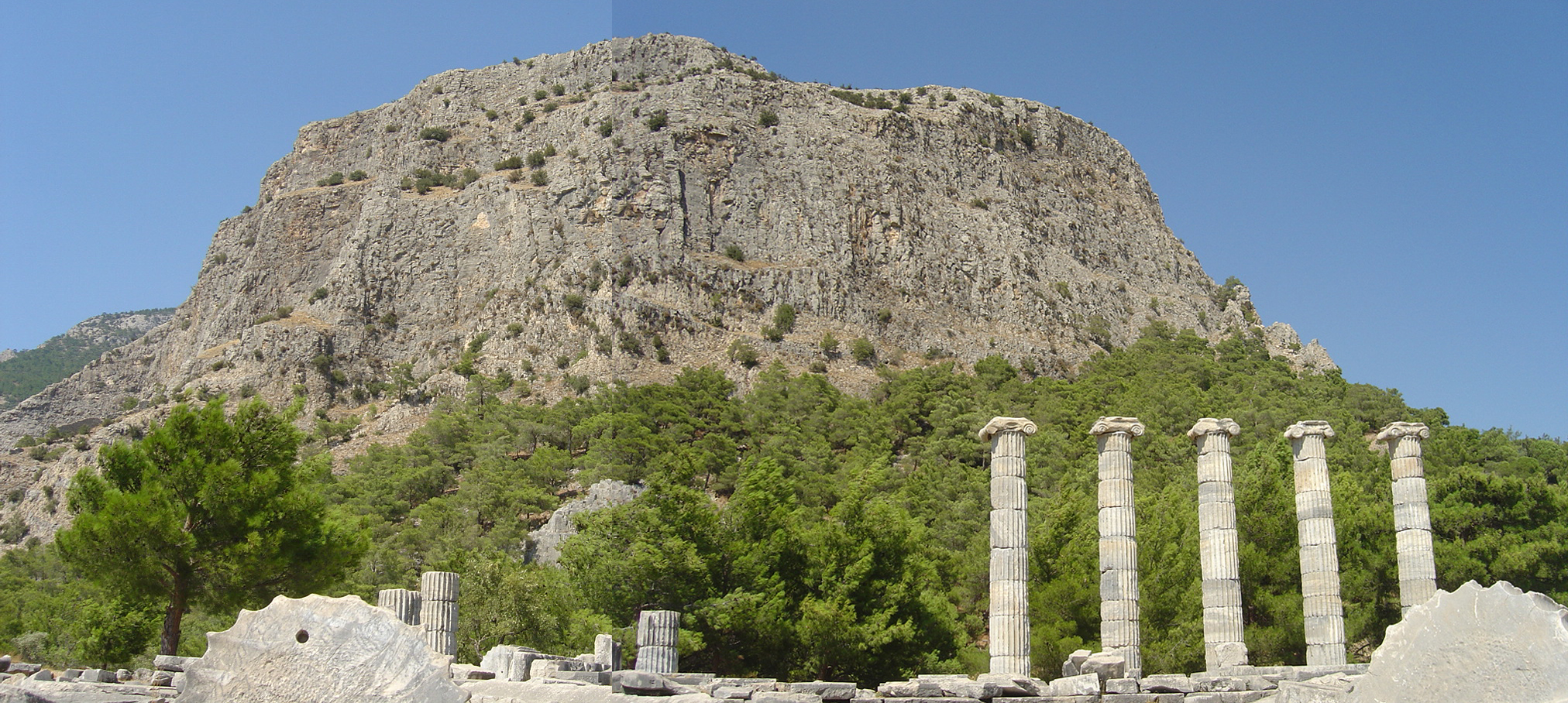
Pohled na horu Teloneia

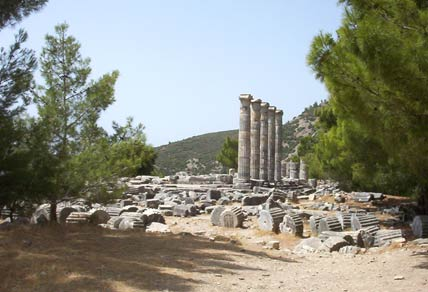
Ruiny chrámu Athény Polias

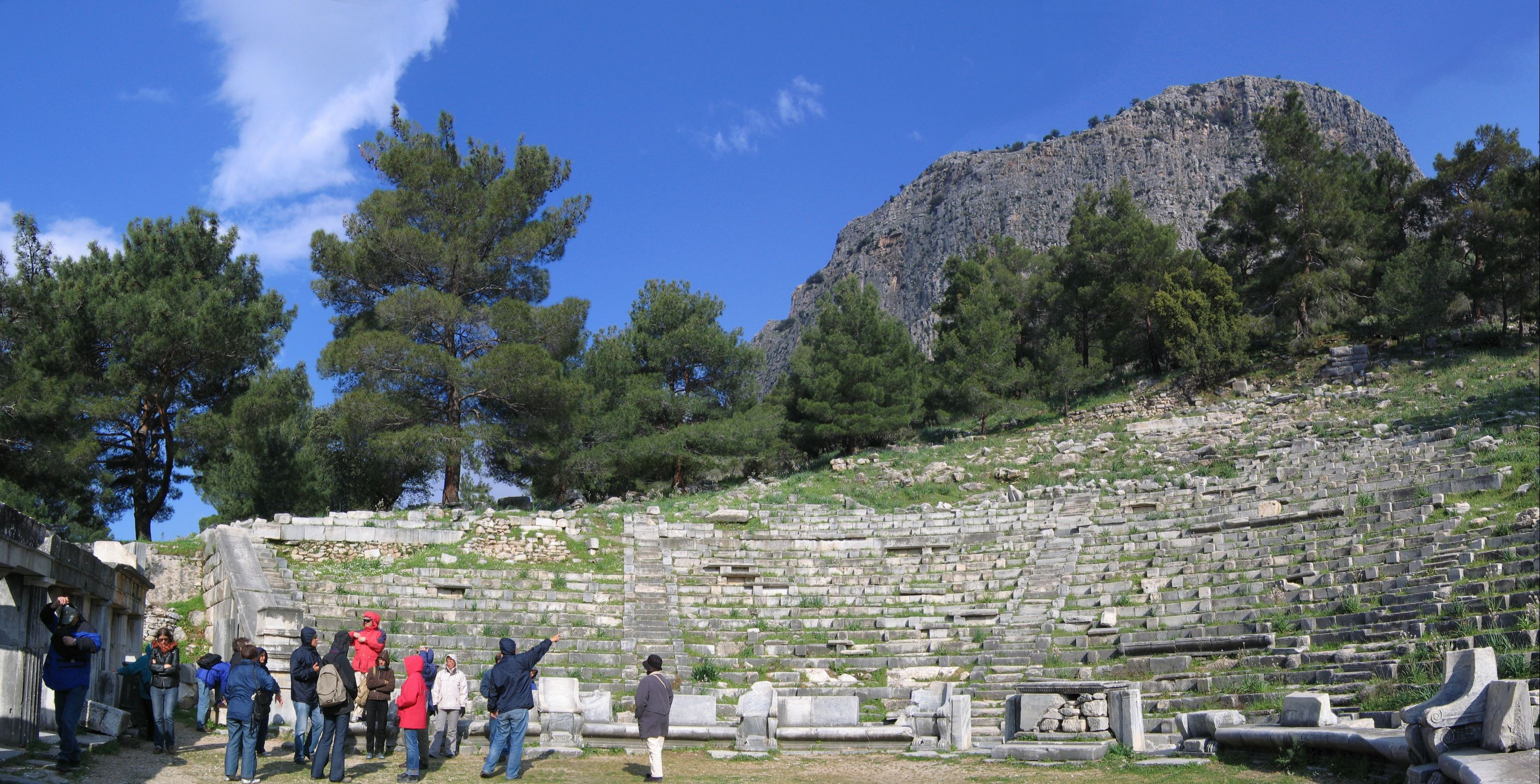
Divadlo ve svahu pod agorou

Antické město Priéné (řecky: Πριήνη) se nachází v maloasijské Kárii (dnešní Turecko) na jižních svazích hory Mykalé (dnes Teloneia). Založili jej Iónové v 9. století př. n. l. v době velké řecké kolonizace, ale existují i známky dřívějšího osídlení. Pausániás tvrdí, že jeho obyvatelé byli Thébané smíšení s Ióny, a že zakladateli města byli Filotás, syn Pénelaův, a Aipytos, syn Neileův (Pausaniás 7.2.10). V první polovině 6. století př. n. l. město velmi prosperovalo, ale bylo vypáleno a zničeno Peršany.
V polovině 4. století př. n. l. zde bylo vystavěno nové město založené na hippodamovském uspořádání. Němečtí archeologové, kteří zde kopou od 19. století, se domnívají, že vzniklo přesunutím z jiného dosud neobjeveného místa. Proti tomu se zase objevily argumenty, že podle antických pramenů město Priéné po celou dobu své existence leželo na stejném místě. Jiní badatelé tvrdí, že za jeho novou výstavbou stojí Athéňané či halikarnasský král Mausólos.
Konec osídlení města nelze přesně určit. Většina domů byla pravděpodobně zničena ohněm v 2. polovině 2. století př. n. l. a již nikdy nebyla znovu obydlena. Velká část nálezů pochází právě z této destrukční vrstvy. Jiné části města, hlavně veřejné budovy, byly znovu osídleny v římském období. Navazující byzantské osídlení trvalo po celou dobu existence této říše.
Celé město o rozloze 37 ha bylo obehnáno mohutnými hradbami. Zastavěno však bylo pouze 15 ha. Bylo postaveno podle hippodamovského systému pravoúhlých ulic. Uprostřed stál chrám Athény Polias, jehož stavitelem byl architekt Pytheos. Do současnosti se z něj zachovalo několik mohutných sloupů. Dále je zde dobře dochované helénistické divadlo s oltářem pro oběti bohu Dionýsovi.